# Paul Salaman
Paul George William Salaman (* 27. Januar 1971 in Australien) ist ein britischer Ornithologe und Naturschützer australischer Herkunft.

## Leben
Im Alter von sechs Jahren begann Salaman in Australien als Vogelbeobachter, bevor er mit seiner Familie nach England zog. 1979 machte er die Bekanntschaft mit David Attenborough, der seine Begeisterung für die Naturgeschichte und den Naturschutz entfachte. Im Alter von 16 Jahren war er ehrenamtlicher Aufseher in einem örtlichen Naturschutzgebiet in Dungeness. Von 1984 bis 1989 absolvierte er die Raynes Park High School. Mit 17 Jahren absolvierte Salaman ein intensives zweijähriges Vogelberingungstraining, das ihm später bei seinen ornithologischen Feldstudien in Südamerika zugutekam. Im 1990 machte er Vogelbeobachtungsexkursionen nach Südostasien, Australasien und in die Vereinigten Staaten, die er für sechs Monate bereiste.
1994 erlangte er den Bachelor of Science in Umweltbiologie an der Anglia Polytechnic University. Als Bachelor-Student absolvierte Salaman eine Reihe von Forschungs-Expeditionen durch Kolumbien. Seine dreijährige Arbeit im Feld führte zur Schaffung des Parque Nacional de Munchique und mehreren Naturschutzgebieten, darunter dem Las Tangaras Bird Reserve, dem Pangan Nature Reserve und dem Arrierito Antioqueño Nature Reserve.
Im Jahr 1998 gehörte er zu den Mitbegründern der kolumbianischen Organisation Fundación ProAves, die zu den effektivsten Naturschutzorganisationen in Südamerika zählt. Anfang 1998 gründete er gemeinsam mit Niels Krabbe das Projeto Ognorhynchus, ein Erhaltungsschutzprogramm für den Gelbohrsittich, von dem 1997 nur noch eine Population von 24 Exemplaren bekannt war. Im April 2001 gründeten Salaman, F. Gary Stiles sowie Wissenschaftler des Natural History Museum und der Universidad Nacional de Colombia das Projekt BioMap zur Datenerfassung und Klassifizierung der kolumbianischen Avifauna, bei dem bis Juli 2005 230.000 Exemplare erfasst wurden. Die Ergebnisse werden bei den Aufzeichnungen der Vogelverbreitung in Kolumbien sowie bei der Entscheidungsfindung beim Vogelschutz verwendet. Im September 2001 wurde er mit der Dissertation The study of an understory avifauna community in an Andean Premontane Pluvial Forest zum Ph.D. an der University of Oxford promoviert. Zu seinen Mentoren gehörten unter anderem Christopher Perrins und Ian Newton. Anschließend erhielt er ein Postgraduiertenstipendium vom Natural History Museum und von Juni 2002 bis Juni 2005 war er für Conservation International als Koordinator für Biodiversitätsforschung in den Anden tätig. Von Juni 2005 bis Mai 2008 war er Leiter des internationalen Programms der American Bird Conservancy.
Salaman ist Mitglied des globalen Rates der Amphibian Survival Alliance. Im Jahr 2009 trat er der Organisation Rainforest Trust als Naturschutzdirektor bei und im Januar 2012 wurde er zum Chief Executive Officer (CEO) ernannt. Ferner ist er Mitglied der Royal Geographical Society.
Salaman beschrieb mehrere neue Vogeltaxa aus Kolumbien, darunter den Kolumbienvireo (Vireo masteri), den er 1991 im Alter von 19 Jahren entdeckt hatte, den Negretzaunkönig (Henicorhina negreti) (mit Steven L. Hilty, Paul Coopmans und Thomas M. Donegan), die Braunkappenkotinga (Lipaugus weberi), den Magdalenatapaculo (Scytalopus rodriguezi) sowie die Unterarten Basileuterus tristriatus sanlucasensis des Dreistreifen-Waldsängers und Grallaria milleri gilesi der Brustband-Ameisenpitta.